# Gavrila Ignjatović
Gavrila Ignjatović, srbska redovnica, * 15. oktober 1920, Čukojevac, † 10. januar 2005, Ravanica.
Bila je igumanija samostana  Ravanica.
Pred letom 1947 je v Ćuprijah ustanovila hospic in cerkev in tako postavila temelj mogočnemu samostanu Ravanica, ki ga je zgradila njena sestra Marta Ignjatović. Sestri sta bili iz bogate družine, tako kot večina dominikank, ki so živele v samostanu. Njihovo imetje je obsegalo območje od Čukojevca vse do Beograda. V začetku leta 2005 je Gavrila Ignjatović umrla. Pred svojo smrtjo pa je z oporokami dobro poskrbela za razvoj samostana.